# Brendan Corish
Brendan Corish (irisch Breandán Mac Fheorais; * 19. November 1918; † 17. Februar 1990) war ein irischer Politiker der Irish Labour Party und stellvertretender Premierminister (Tánaiste).

## Leben
Corish wurde am 4. Dezember 1945 im Zuge einer Nachwahl im Wahlkreis Wexford in den 12. Dáil Éireann gewählt. Bei den folgenden Wahlen konnte er sein Mandat stets verteidigen. Im Juni 1954 wurde er erstmals Minister für soziale Wohlfahrt in der von Premierminister John A. Costello (Fine Gael) geführten Koalitionsregierung und behielt dieses Amt bis zur Wahlniederlage der Koalition gegen die Fianna Fáil im März 1957.
1960 wurde er zum Nachfolger von William Norton als Vorsitzender der Irish Labour Party gewählt. Als solcher führte er in den folgenden Jahren zunehmend sozialistischere Ansätze innerhalb der Partei ein. Bei den Wahlen zum Dáil Éireann von 1961 und 1965 konnte seine Partei dabei ihren Mandate von 10 auf 16 und dann schließlich auf 22 steigern.
Die erste Regierungsbeteiligung der Labour Party kam allerdings erst bei den Wahlen 1973 zustande. Nachdem Fine Gael und die Labour Party seit 1957 jeweils ihre eigene Oppositionspolitik gemacht hatten, erkannten sie nun, dass der einzige Weg, Fianna Fáil in der Regierung abzulösen, ein gemeinsames Vorgehen sein konnte. Kurz nach der Verkündung der Neuwahlen vereinbarten beide Parteien einen gemeinsamen Wahlkampf in den Punkten, die sie vereinten. Die sogenannte „Nationale Koalition“ (National Coalition) war die erste mögliche alternative Regierung seit Jahren.
In dieser Regierung unter Premierminister Liam Cosgrave wurde Corish am 14. März 1973 stellvertretender Premierminister (Tánaiste), Gesundheitsminister sowie erneut Minister für soziale Wohlfahrt.
Als diese National Coalition bei den Wahlen 1977 die größte Wahlniederlage einer Regierung in der irischen Geschichte erlebte und 13 ihrer 73 Mandate verlor, trat Corish als Vorsitzender der Labour Party zurück und wurde als solcher vom bisherigen Parlamentarischen Sekretär im Sozialministerium Frank Cluskey abgelöst. Zu den Wahlen des 23. Dáil im Februar 1982 trat er nicht mehr an.